# مرد آهنی (بازی ویدئویی)
مرد آهنی (انگلیسی: Iron Man) یک بازی ویدئویی در سبک بازی اکشن است که توسط سگا و در سال ۲۰۰۸ و در پلت‌فرم‌های نینتندو دی‌اس، وی، اکس‌باکس ۳۶۰، پلی‌استیشن ۲، پلی‌استیشن ۳، و پلی‌استیشن همراه منتشر شده‌است.